# Tadzhikia beybienkoi
Tadzhikia beybienkoi är en insektsart som beskrevs av Leo L. Mishchenko 1954. Tadzhikia beybienkoi ingår i släktet Tadzhikia och familjen vårtbitare. Inga underarter finns listade i Catalogue of Life.